# Ukrán futsalválogatott
Az ukrán futsal-válogatott Ukrajna nemzeti csapata, amelyet az ukrán labdarúgó-szövetség, (ukránul: Федерація Футболу України; latin átírással Federacija Futbolu Ukrajini) irányít.
Az 1989-es és az 1992-es világbajnokságon még nem vett részt, mivel a Szovjetunió tagja volt. 1996-ban szerepelt először vb-n és a negyedik helyen végezett.
Az 1996-os, a 2007-es és a 2010-es kontinensviadalon a csoportkörből nem sikerült továbbjutnia. Legjobb eredménye két ezüstérem, amit a 2001-es és a 2003-as futsal-Európa-bajnokságon ért el.

## Eredmények

### Világbajnokság
| Év       | Eredmény      | M  | Gy | D | V | Rg | Kg | Gk  |
| -------- | ------------- | -- | -- | - | - | -- | -- | --- |
| 1996     | 4. hely       | 8  | 3  | 2 | 3 | 36 | 25 | +11 |
| 2000     | Nem jutott be | –  | –  | – | – | –  | –  | –   |
| 2004     | 2. kör        | 6  | 3  | 1 | 2 | 16 | 15 | +1  |
| 2008     | 2. kör        | 7  | 3  | 1 | 3 | 24 | 21 | +3  |
| 2012     | Folyamatban   | –  | –  | – | – | –  | –  | –   |
| Összesen | 3/4           | 21 | 9  | 4 | 8 | 76 | 61 | +15 |

### Európa-bajnokság
| Év       | Eredmény      | M  | Gy | D | V  | Rg | Kg | Gk |
| -------- | ------------- | -- | -- | - | -- | -- | -- | -- |
| 1996     | 5. hely       | 2  | 0  | 0 | 2  | 5  | 9  | –4 |
| 1999     | Nem jutott be | –  | –  | – | –  | –  | –  | –  |
| 2001     | Ezüstérmes    | 5  | 2  | 1 | 2  | 18 | 12 | +6 |
| 2003     | Ezüstérmes    | 5  | 3  | 0 | 2  | 19 | 11 | +8 |
| 2005     | 4. hely       | 5  | 2  | 0 | 3  | 8  | 12 | –4 |
| 2007     | Csoportkör    | 3  | 0  | 0 | 3  | 5  | 13 | –8 |
| 2010     | Negyeddöntő   | 3  | 1  | 1 | 1  | 9  | 9  | 0  |
| 2012     | Bejutott      | –  | –  | – | –  | –  | –  | –  |
| Összesen | 7/8           | 23 | 8  | 2 | 13 | 64 | 66 | –2 |

## Külső hivatkozások
- Hivatalos honlap. Archiválva 2021. február 6-i dátummal a Wayback Machine-ben